# Грб Уст-Орда Бурјатије
Грб Уст-Орда Бурјатије је био званични симбол једног од бивших субјеката Руске федерације са статусом аутономног округа — Уст-Орда Бурјатије. Грб је званично усвојен 1990их, а са укидањем Уст-ординског бурјатског аутономног округа 1. јануара 2008. године користи се као грб Уст-Орда бурјатског рејона.

## Опис грба
Грб Уст-Орда Бурјатије хералдички штит француског стила подјељен дијагонално из горњег лијевог у доњи десно угао. Горња десна половина поља је бијеле боје, док је доња лијева зелене. На средини је златни круг са стилизованим соларним знаком, симболом локалних Бурјата. 
Соларни знак симболизује савршенство свеопште слике свемира између Земље (зелено) и посебних родовских племена Бајкалских Бурјата (бијела). Овај знак је стилизован тако да дјелује као да се покреће. На четири стране круга налазе мањи златни кругови, као слика — четири стране света. А централни велики круг је симбол цетра свијета.